# Talorchestia megalophthalma
Talorchestia megalophthalma är en kräftdjursart som beskrevs av Charles Spence Bate 1862. Talorchestia megalophthalma ingår i släktet Talorchestia och familjen tångloppor. Inga underarter finns listade i Catalogue of Life.